# Liană

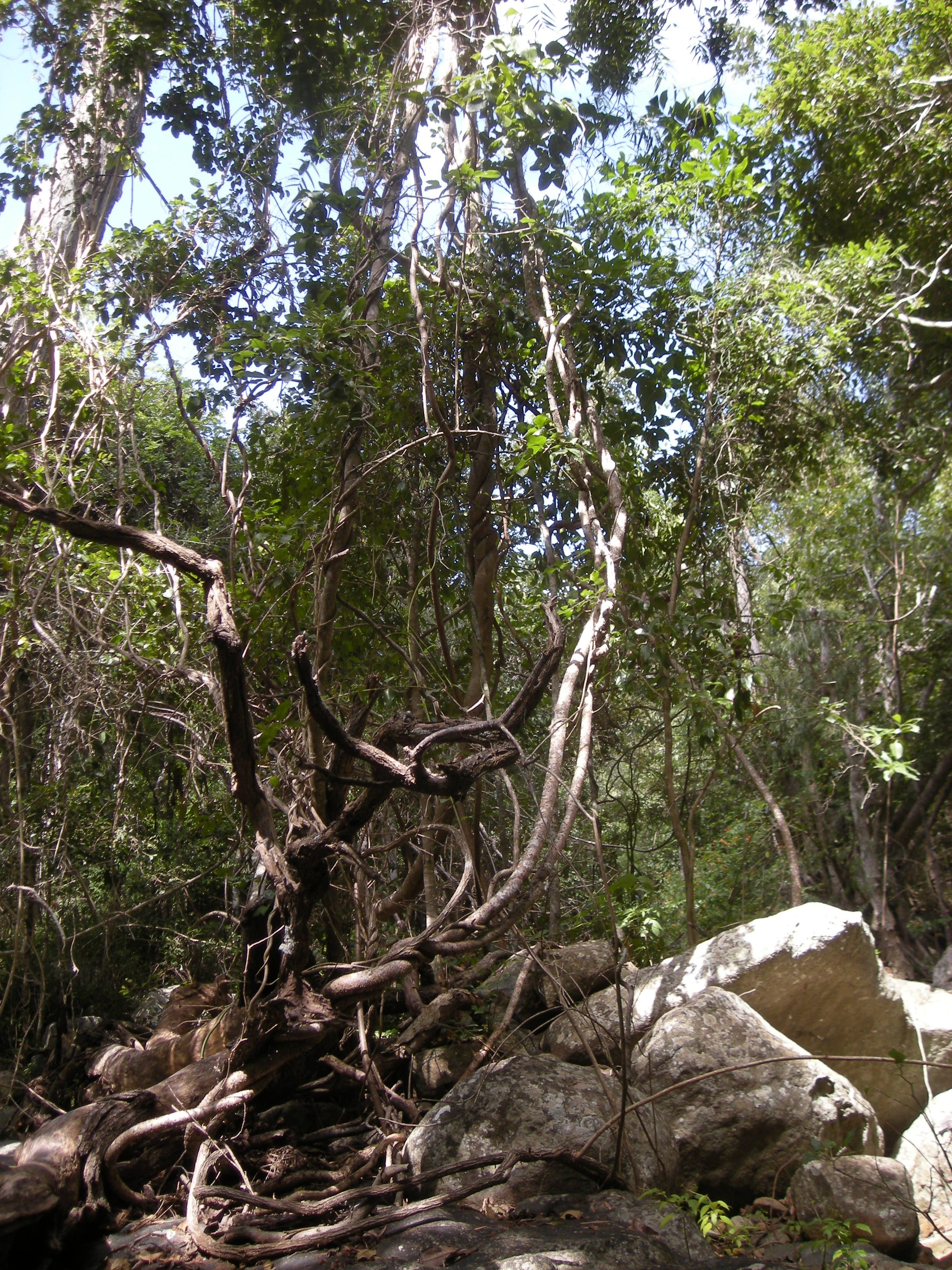
Diferite tipuri de liane în Australia tropicală

O liană este orice plantă cu o tulpină foarte lungă, subțire și flexibilă, care se folosește de arbori sau de ziduri pentru a avea suport pe verticală. 